# Ильинск-Южный
Ильинск-Южный — транзитная железнодорожная станция Сахалинского региона Дальневосточной железной дороги. Названа по расположению в границах станции Ильинск, центр которой находится в двух километрах от Ильинска-Южного.

## История
Станция открыта в 1937 году в составе пускового участка Томари — Ильинск.
В 1946 году после перехода станции под контроль СССР станция получила нынешнее название.
В 1971 году открыта линия на Арсентьевку, станция стала узловой. С 1994 года через неё проходит единственная рельсовая связь западной и восточной линий Сахалина.

## Деятельность
Станция представляет собой разъезд из двух путей, в южной горловине которого находится разветвление железных дорог на Арсентьевку и Холмск.
Пассажирские и грузовые поезда на станции не останавливаются.